# バンダルプンチ
バンダルプンチ (Bandarpunch) は、ヒマラヤ山脈の一部を成すガルワール・ヒマラヤ山脈に位置する山塊で、インドのウッタラーカンド州に属している。バンダルポーンチ (Bandarpoonch)という名でも広く知られているが、これは文字通りでは「猿の尻尾」という意味となる。これは猿神で戦士であるハヌマーンへの言及であり、ランカー島で羅刹王ラーヴァナの軍勢からシーター姫を救い出すためラーマ王とともに戦った際に、尻尾に火がついたハヌマーンがこの山の頂上に赴いて火を消したという話に基づいている。バンダルプンチ山塊にはピークが3峰ある。西側のヤムノトリの上には、ホワイト・ピーク (White Peak、6102 m) がそびえている。そこから 5km 東にバンダルポーンチ・ピーク (Bandarpoonch Peak、6316 m)、4km 北東に、文字通りでは「黒い蛇」を意味するカラナグ (Kalanag、6387 m) があり、ブラック・ピーク (Black Peak) と通称されている。
バンダルプンチは、ヒマラヤ山脈の最も高い部分の西端に当たり、この辺りから山脈は北西に向かう。また、サンカリ山稜 (the Sankari Range) の一部であり、ゴビンド・パシュ・ビハール国立公園の範囲内にある。この山々は、ヤムナー川上流部の主要な水源となっており、ヤムノトリの上部、山塊の西側ホワイト・ピークの下に位置している。ヤムノトリは、4か所ある聖なる巡礼地をめぐるチャールダーム巡礼の聖地の中で、最も西に位置しており、毎年何千人もの巡礼者が当地を訪れる。山塊の北側には、長さが 12km に及ぶ氷河があり、そこからルインサル・ガード川 (the Ruinsar Gad) が流れ出し、セーマ (Seema) でヤムナー川に注ぐ。南側では、バンダルポーンチ・ピークの麓にある氷河に発したハヌマーン・ガンガ川 (the Hanuman Ganga River) がハヌマーン・チャッティ (Hanuman Chatti) でヤムナー川に注ぐ。
イギリス陸軍のハロルド・ウィリアムズ少将が率いた登山隊が、1950年に初登頂を果たした。バンダルポーンチ・ピークに最初に登頂した一隊は、伝説的な登山家であるテンジン・ノルゲイ、ロイ・グリーンウッド軍曹 (Sergeant Roy Greenwood)、シェルパのキン・チョク・ツェリング (Kin Chok Tshering) の3人であった。